# Physothorax serratus
Physothorax serratus är en stekelart som beskrevs av Mayr 1906. Physothorax serratus ingår i släktet Physothorax och familjen gallglanssteklar.
Artens utbredningsområde är Colombia. Inga underarter finns listade i Catalogue of Life.